# Okręg wyborczy Elland
Okręg wyborczy Elland powstał w 1885 r. i wysyłał do brytyjskiej Izby Gmin jednego deputowanego. Okręg położony był w West Riding w hrabstwie Yorkshire. Został zlikwidowany w 1950 r.

## Deputowani do brytyjskiej Izby Gmin z okręgu Elland
- 1885–1899: Thomas Wayman, Partia Liberalna
- 1899–1918: Charles Trevelyan, Partia Liberalna
- 1918–1922: George Taylor Ramsden, Partia Konserwatywna
- 1922–1923: William Cornforth Robinson, Partia Pracy
- 1923–1924: Robert Newbald Kay, Partia Liberalna
- 1924–1929: William Cornforth Robinson, Partia Pracy
- 1929–1931: Charles Roden Buxton, Partia Pracy
- 1931–1945: Thomas Levy, Partia Konserwatywna
- 1945–1950: Frederick Arthur Cobb, Partia Pracy